# La Voltige
La Voltige je francouzský krátký film z roku 1895. Režisérem je Louis Lumière (1864–1948). Film trvá necelou minutu. Byl součástí programu prvního komerčního filmového promítání bratří Lumièrů, které se konalo 28. prosince 1895 v Paříži.
Jedná se o jeden z prvních filmů s motivem vojáka, který švejkuje.

## Děj
Film zachycuje tři muže. Jeden dohlíží na koně. Druhý ukazuje, jak na koně nasednout, a se snaží přinutit třetího, aby na něj nasedl. Tomu se to podaří až na šestý pokus, kdy se jen tak tak nepřevrátí na druhou stranu. Na koni však nesedí rozkročmo, obě nohy má na jedné straně.